# Pyrinia carthamata
Pyrinia carthamata es una especie de polilla de la familia Geometridae. La especie fue descrita por primera vez por Achille Guenée habiendo sido descrita en 1858, con distribución en Brasil.

## Descripción
Es una polilla muy similar a Pyrinia phoebeata, pero más pequeña y de color más alegre, con marcas más definidas y con muchas rayas. Cuenta con un espacio exterior de las alas que es oxidado y un borde exterior recto.